# Johann Lübeck
Johann Heinrich Lübeck, meest bekend als J.H. Lübeck, (Alpen, Noordrijn-Westfalen, 11 februari 1799 — Den Haag, 7 februari 1865) was een violist, componist, dirigent en muziekpedagoog, die in 1826 werd aangesteld als eerste directeur van het Koninklijk Conservatorium in Den Haag.

## Biografie

### Familie
Johann Lübeck was zoon van Jean Henri/Johann Heinrich Lübeck en Christine Steinhardt. Hij werd geboren in de Heerlijkheid Alpen, vlak bij Wesel, Noordrijn-Westfalen, Duitsland. Johanns broer Willem Lübeck (1811-1850), werd in 1838 door het conservatorium in dienst genomen als vioolleraar en was violist in de koninklijke kapel. In 1845 vertrok hij naar Hannover. Een andere broer Joseph Lübeck (1811-1845) was ook violist in de Koninklijke kapel. Johann trouwde met Maria Wilhelmina Seiffert uit Potsdam, met wie hij twee zonen kreeg; Louis Lübeck en Ernst Lübeck, die hij deels zelf zou opleiden. Zoon Louis werd cellist en Ernst pianist.

### Loopbaan
Voordat Lübeck naar Nederland kwam, was hij orkestdirecteur te Dantzig en Koningsbergen in het toenmalige Koninkrijk Pruisen. Ook had hij betrekkingen Leipzig, Berlijn en Potsdam. In 1823 verhuisde hij naar Amsterdam om daar een bestaan op te bouwen als concertviolist. Daarnaast gaf hij les. Hij werd snel bekend, waardoor hij in 1826 werd aangesteld als directeur van het Koninklijke Muziekschool in Den Haag, waaraan hij bijna veertig jaren leiding gaf. Naast zijn functie als directeur, gaf Lübeck op het conservatorium onderwijs in verscheidene vakken; in twee klassen verzorgde hij theorielessen, drie klassen onderrichte hij in solozang en in één klas gaf hij vioolles. De componist Johannes Verhulst was er een van zijn leerlingen. Een andere leerling van Lübeck was prinses Louise, dochter van prins Frederik der Nederlanden. Daarnaast werkte hij veel als dirigent van concerten in de Hofstad met name in Diligentia. Vooral door zijn benoeming als dirigent van de Koninklijke Hofkapel, werd hij in Den Haag snel een bekend figuur in de muziekwereld. Lübeck was tevens componist, maar door zijn drukke bestaan had hij daar weinig tijd voor.

## Erkenningen en onderscheidingen
Al in zijn eigen tijd had Lübeck een grote reputatie. Vanaf 1835 was hij correspondent voor de Koninklijke Nederlandse Akademie van Wetenschappen (KNAW) en in 1848 werd hij opgenomen als lid van de KNAW. In 1842 werd hij benoemd tot Ridder van de Orde van de Nederlandse Leeuw. Koning Willem III reikte hem in 1852 een gouden Rijksmedaille uit, als erkenning van zijn verdiensten in de voorgaande 25 jaar. In de gemeente Den Haag herinnert in de wijk Duinoord de Lübeckstraat aan deze musicus en conservatoriumdirecteur.

## Werken
Enkele werken van Johann Heinrich Lübeck:
- Gelobet sei Gott der Herr, psalm, een ouverture voor koor met solo's en orkest (1834)
- Stilte, voor zang en piano, ca. 1840
- Keuze, voor zang en piano, ca. 1840
- Feestcantate ter gelegenheid van het leggen van de eerste steen van het Onafhankelijkheidsmonument, voor gemengd koor met solo's en orkest (1863)
- Feestcantate voor het huwelijk van koning Willem III
- Hommage aux Amateurs du violon, drie duetten voor twee violen
- Trois grands Duos concertans pour deux Flûtes
- een Vioolconcert door hemzelf uitgevoerd in de Utrechtse Schouwburg, 26 maart 1825, als violist uit Amsterdam.[7]

- Biografisch Portaal: 13016453
- Digitale Bibliotheek voor de Nederlandse Letteren: lube009
- Gemeinsame Normdatei: 117290432
- International Standard Name Identifier: 0000 0000 0904 8685
- Nederlandse Thesaurus van Auteursnamen: 154407712
- Istituto Centrale per il Catalogo Unico: MUSV039877
- Virtual International Authority File: 10619416
- WorldCat: E39PBJjHfp3GpcKt7xJFH9F3Qq